# Салонікські атентати

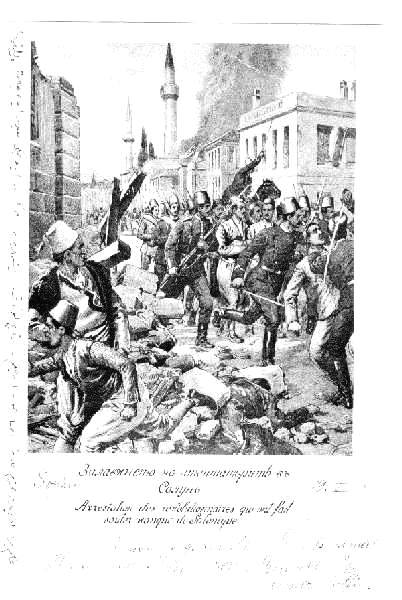
Болгарська поштівка, яка відображає арешт Салонікських атентатів

Салонікські атентати (бірм. Гемиджиите, болг. Гемиџиите) — болгарсько-македонська анархічна група, яка була активна в часи Османської імперії, між 1898 та 1903 роками. Члени угруповання були переважно з північномакедонського міста Велес, а також більшість з них були випускниками Солунської болгарської чоловічої гімназії. З 28 квітня до 1 травня 1903 року угруповання почало кампанію терористичних атак у Салоніках, що отримали назву «Салонікські вибухи 1903 року». Їхньою метою було привернення уваги до османського гніту в Македонії та Фракії . Відповідно до післявоєнної македонської історіографії, всі вони були етнічними македонцями.

## Початок та етимологія

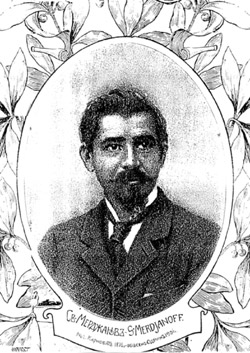
Славі Мерджанов, болгарський анархіст та засновник угруповання Салонікських атентатів

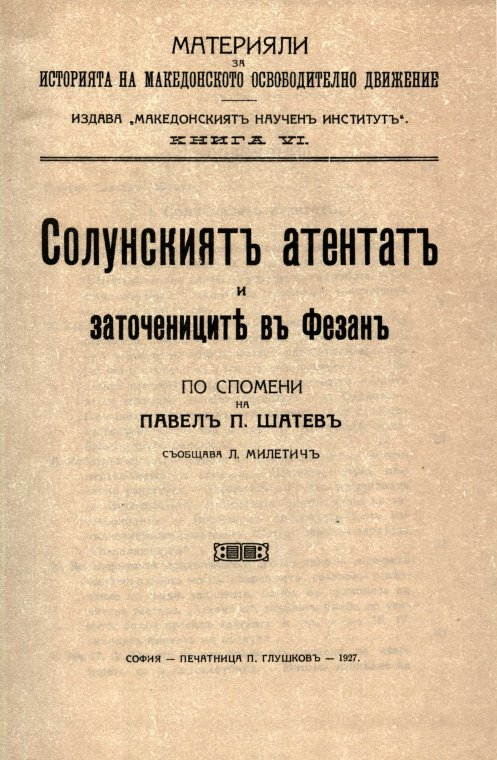
"Салонікські атентати та вигнання у Феццан". Мемуари засновані на спогадах Павела Шатева, опубліковані у 1927 році у Софії.

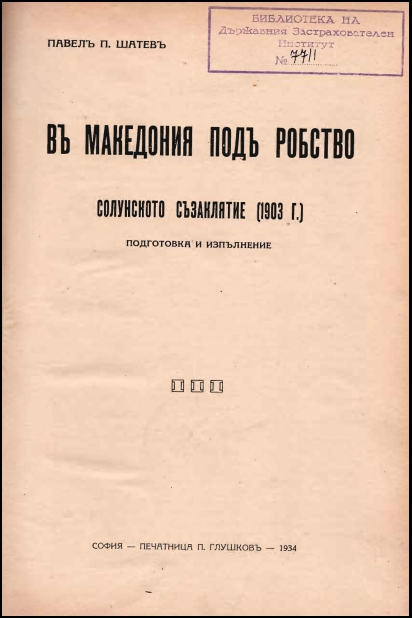
"Македонія під рабством. Салонікська конспірація (1903 р.)". У співавторстві Павела Шатева книга видана у 1934 році у Софії

Угруповання бере свої корені ще з Болгарського анархічного руху, який набув популярності у 1890-х роках. Болгарське князівство тоді було головним місцем анархічної діяльності, яка була спрямована проти Османської імперії. Водночас така підривна робота підтримувалася македонськими та фракійськими визвольними рухами. Салонікські атентати є спадкоємцями угруповання, яке було засноване у 1895 році в Пловдиві та мало назву «Македонський таємний революційний комітет», який в 1898 у Женеві переріс у «Женевську групу». Активістами спільноти були студенти Михаїло Герджиков, Петар Манджуков та Славі Мерджанов. Вони надихнулися анархо-націоналізмом, який був досить популярний в Європі, починаючи з Французької революції та закінчуючи Михайлом Бакуніним та його захоплення панславістичним (панслов’янським) рухом. Анархісти так званої «Женевської групи» студентів грали ключову роль у боротьбі проти Османської імперії. 
У 1899 році Мерджанов переїхав у Салоніки, де працював вчителем у болгарській школі. У 1900 році Петар Манджуков також осів у Салоніках, де мав контакт з «Гемідзі», які надихнулися його анархічними ідеями, особливо методами терористичної боротьби. Перша зустріч угруповання відбулася в 1899 році з метою формування революційно-терористичної групи, яка мала мету змінити світову громадську думку щодо стану свободи в  Македонії та Східній Фракії. Анархічна група ввійшла в історію під різними назвами: «Салонікські атентати», «Корабельний екіпаж», «Гемідзії» (форма турецького слова «човнярі»). Назва «човнярі» була метафорично пов’язана з залишенням учасниками спільноти простого повсякденного життя і меж закону та відплиття на човні у вільні та дикі моря беззаконня.

## Планування атак та операції в Стамбулі і Адріанополі
Спочатку анархісти планували бомбардувальну атаку в Стамбулі. Влітку 1899, під керівництвом Славі Мерджанова, угруповання планувало вбити султана. Мерджанов, Петар Соколов та їхній друг Петар Манджуков, звернулися до Бориса Сарафова, лідера Вищого македонського комітету, та попросили його профінансувати масштабну терористичну операцію в головних містах європейської частини Туреччини. Коли Сарафов пообіцяв забезпечити їх грошима, трійка поїхала до Стамбулу, де після тривалих дискусій, вирішила вбити султана.  У грудні того ж року Мерджанов налагодив контакти через секретаря Болгарського екзархату Димітара Ляпова з місцевими вірменськими революціонерами. Згодом стало зрозуміло, що навіть з допомогою вірменів, вчинити тут вбивство неможливо. Трохи раніше вони вирішили, для більшого розголосу, провести паралельні терористичні  операції в інших містах. Вони зв’язалися з Йорданом Поп Йордановим, членом малого терористичного угруповання в Салоніках, який погодився підірвати салонікську філію Османського банку. Він залучив до цього акту декілька своїх близьких друзів. Салонікські атентати були досить молодими людьми, здебільшого з міста Велес, учні болгарських вищих шкіл. Салонікське угруповання назвало себе «Gemidzhi». Вони планували почати свою діяльність з підриву центральних офісів Османського банку в Салоніках та Стамбулі.
В 1900 році Мерджанов прибув знову до Стамбулу, щоб обговорити план з вірменами. Згодом атентати почали роботу, копаючи тунелі в обох містах. 18 вересня 1900 року османська поліція затримала члена угруповання за носіння вибухових речовин. Пізніше все угруповання було заарештовано, включаючи Мерджанова, Соколова та Павела Шатева. Для безпеки все основне ядро атентатів було розформоване і тільки Пінгов залишився в Салоніках для підготовки до майбутньої активності. У 1901 році ув’язнені були депортовані до Болгарії після наполягань Болгарського уряду. Мерджанов та Соколов поїхали до Софії та почали складати нові плани, один з них ― це захоплення Східного експресу на турецькій території біля Андріанополя.  Для досягнення цього плану, вони поїхали до Андріанополя у липні 1901 року, в кількості десяти чоловік. Угруповання було споряджене за допомогою Павела Генадієва, представника Верховного комітету Македонії в Пловдиві. Група заклала велику кількість динаміту на залізничній лінії, але щось пішло не так, і потяг проїхав непошкоджений. Після цієї невдачі вони викрали сина багатого турецького землевласника, але скоро були викриті та оточені турецькими військами. У битві, яка тривала 7 годин, більшість учасників групи було вбито або важко поранено. Соколов був серед загиблих, а Мерджанов був схоплений живим разом з болгарином з Лозенграда та двома вірменами. Полонені були доставлені до Андріанополя, де, в листопаді 1901, були публічно повішані.
Атентати були знову готові до дій в 1902 році, але конфіскування в Александруполісі динаміту, організованого лідером Верховного македонського комітету, Борисом Сарафовим, змусило групу відмовитися від запланованих нападів на Австрійське поштове відділення в Андріанополі і обмежити свою діяльність. Згодом атентати повернулися у Салоніки та продовжили планування нових бомбардувань.

## Бомбардування у Салоніках
28 квітня 1903 року член групи атентатів, Павел Шатев, використовуючи динаміт, зірвав французький корабель «Гвадалкивір», який в цей момент покидав Салонікську гавань. Шатев покинув корабель разом з іншими пасажирами на човні, але був схоплений пізніше турецькою поліцією на залізничній станції в Скоп’є. Тієї ж ночі інші атентати ― Димитар Мечев, Ілля Трчков та Милан Арсов ― заклали вибухівку під залізничну колію між Салоніками та Стамбулом, внаслідок чого пошкодили локомотив та декілька вагонів, не поранивши при цьому пасажирів.
Наступного дня Константін Кірков дав сигнал для продовження операції в Салоніках, використавши велику кількість вибухівки для пошкодження електромереж та водопостачання міста. Йордан Поп Йорданов зірвав будівлю головного офісу Османського банку в Салоніках, під яким атентати раніше прокопали тунель. Милан Арсов закидав бомбами кафе «Альгамбра». Цієї ж ночі Константін Кірков, Ілля Богданов та Владимир Пінгов підірвали бомби в різних точках міста. Димитар Мечев та Ілля Трчков не змогли зірвати резервуар газовидобувного заводу. Вони були вбиті в своєму кварталі під час перестрілки з армією та жандармерією міста.
Йордан Поп Йорданов був вбитий 30 квітня того ж року. У травні Константін Кірков був вбитий під час того як намагався підірвати поштове відділення. Незадовго до цього був схоплений Цветко Траїков, який хотів вбити місцевого чиновника. Траїков вбив себе сам, запустивши бомбу, а потім сівши на неї.

## Пов'язані атаки
Продовженням Салонікських бомбардувань був підрив пасажирського потягу біля залізничної станції Пітон під проводом Михаїла Герджікова та бомбардування пасажирського корабля «Васкапу» в затоці Бургас, яке було організовано Антоном Прудкіним. Обоє належали до анархістів, які були близькі до Внутрішньої македонської революційної організації . 
28 серпня біля Пітона був підірваний денний експрес, який прямував з Будапешта до Стамбулу. Вибух був здійснений для пошкодження моста та, як наслідок, перекриття сполучення між Адріанополем та Салоніками. Сім людей вбито та п’ятнадцять поранено. Два вагони були розбиті вщент. 
Другий терористичний акт, який був здійснений 2 вересня, вчинений на борті австро-угорського річкового та морського пароплава «Васкапу». Підрив корабля мав вагоме значення, адже в ті часи був великий пасажирський трафік між портами Дунаю та портами Чорного моря аж до Стамбулу. Внаслідок вибуху загинув капітан судна, два офіцери, шість членів бригади, п’ятнадцять цивільних пасажирів. Вибух був великої сили та спричинив загоряння корабля. Атентати – Іван Стоянов та Стефан Димитров, обидва близькі родичі Захарі Стоянова – також загинули після вибуху. Це була запланована терористична атака на Стамбульський порт, яка мала здійснитися за допомогою чотирьох кораблів, які мали зірвати 9 вересня. Окрім «Васкапу», в списку також були австро-угорський «Аполло», німецький «Тенедос» та французький «Фелікс Фрессінет». Якщо не брати до уваги передчасний вибух на кораблі «Васкапу», план загалом провалився.

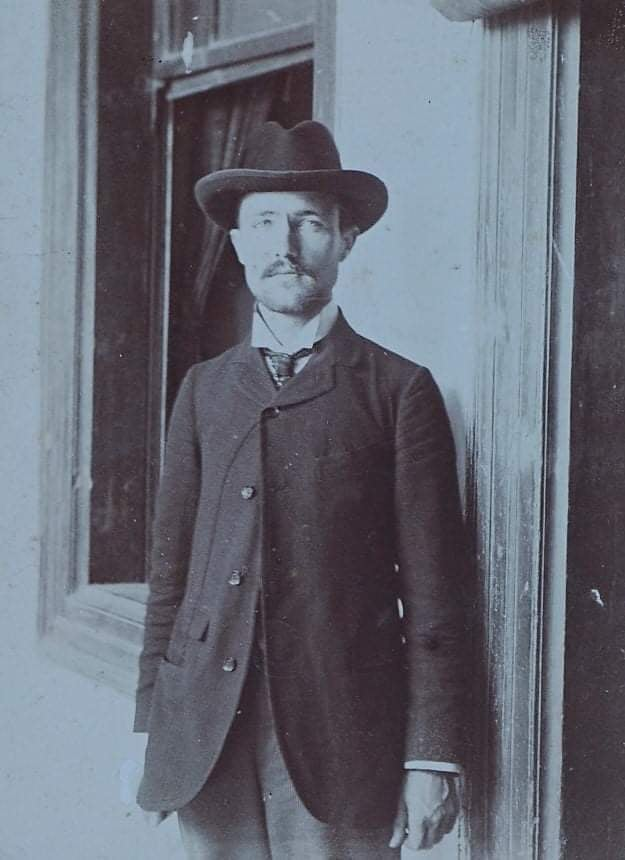
Павел Шатев, єдиний, хто вижив з групи та був пізніше ув'язнений в комуністичній Югославії ― помер у в'язниці.

## Наслідки
Внаслідок терористичних атак, у Салоніках було оголошено воєнний стан. У відповідь на атаки, турецька армія і башибузуки убили багатьох невинних болгарських громадян у Салоніках, щоб «очистити провінцію від болгарської загрози», пізніше такі ж «чистки» були і в Бітолі. Павел Шатев, Марко Бошнаков, Георгі Богданов та Милан Арсов були заарештовані та засуджені військовим судом висилкою до виправної колонії в Феццан. Члени центрального комітету Внутрішньої македонської революційної організації, включаючи Івана Гарванова, Д. Мірчева та Й. Кондова, були ув’язнені.
У Феццані Бошнаков помер від малярії 14 лютого 1908 року,  Арсов від виснаження 8 червня того ж року. 30 липня 1908 року, внаслідок перемоги руху Молодотурків, була дана амністія двом ще живим атентатам. Вони відрізали голову двом своїм померлим товаришам та прибули в Салоніки 18 жовтня, де віддали голови батькам для поховання.

## Учасники

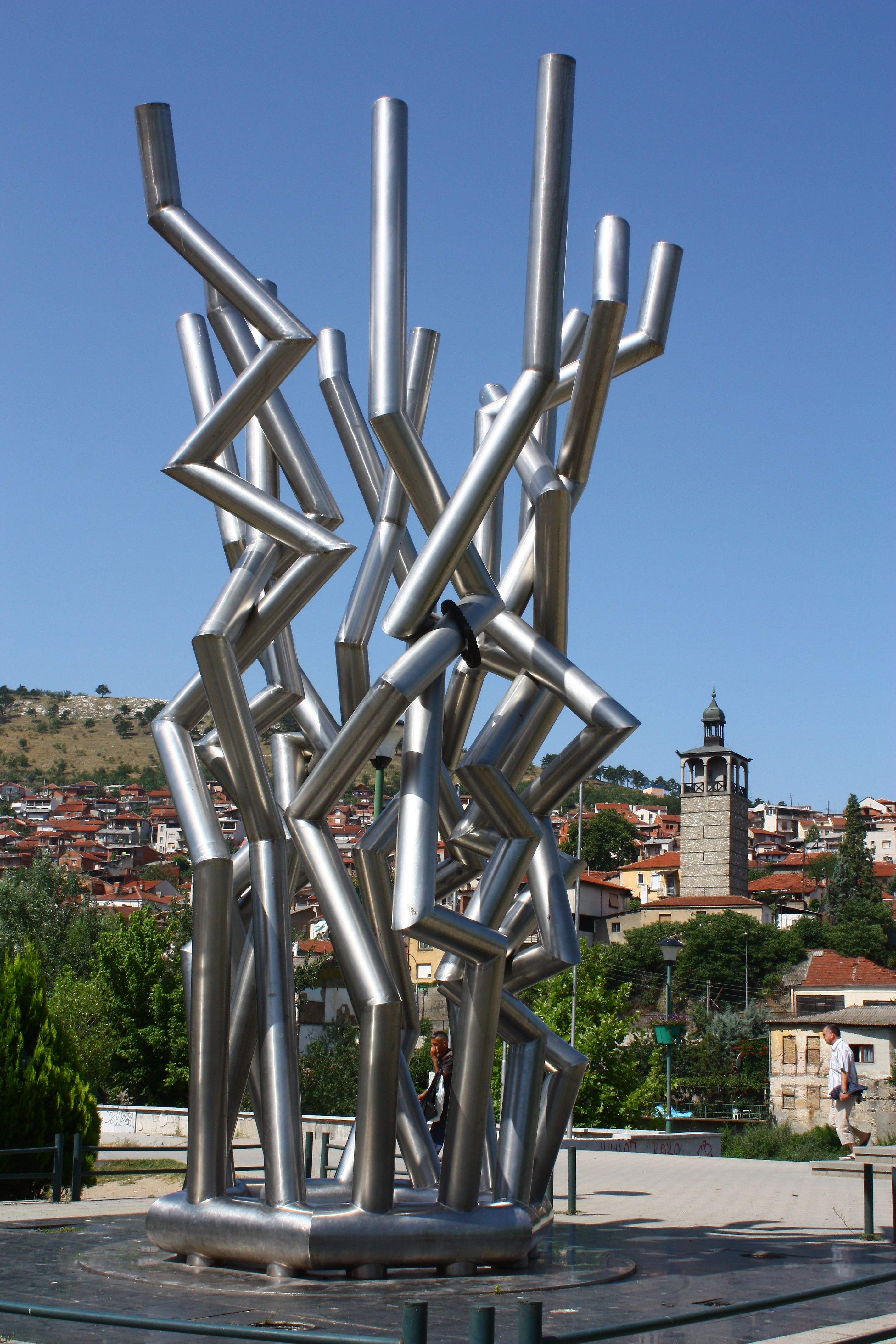
Абстрактний монумент, який присвячений Салонікським атентатам у Велесі, Північна Македонія

- Йордан Поп Йорданов (кличка Орцето) ― народився у 1881 році у Велесі, вважався лідером атентатів. Походив з буржуазної сім’ї. Долучився до радикально-революційних організацій після того як у 1884 році вступив до Болгарської школи в Салоніках. Був убитий під час бомбардувань та є єдиним з атентатів, жодного зображення якого не збереглося до наших днів.
- Константін Кірков ― народився у 1882 році у Велесі. Кірков був пов’язаний з Йордановим ще з ранніх років. Вони вступили в Болгарську школу в тому і самому році. Він був знаний за свою добру пам’ять та саркастичний гумор.
- Милан Арсов ― народився в 1886 році у селі Ораовец, біля Велесу. Наймолодший атентант у команді, який під час бомбардувальних атак вчився всього в 4 класі Болгарської школи. Загинув у засланні.
- Георгі Богданов ― народився у 1882 році у Велесі. Походив з заможної сім’ї. У 1901 році батько відправив його в Салоніки на роботу у відділ нерухомості. Під час активних дій у Салоніках, кидав бомби у ресторан "Noja". Богданов був заарештований та відправлений у заслання в Лівію. Після Молодотурецької революції він був амністований. Помер 12 червня 1939 у Софії.
- Димитар Мечев ― народився у 1870 році у Велесі. Намагався вбити місцевого чиновника сокирою у 1898 році. Після невдачі пішов у гори та приєднався там до озброєної партизанської групи. Помер під час активних терористичних дій.
- Ілля Трчков ― народився в 1885 році у Велесі. Працював у Салоніках шевцем. Помер під час бомбардувань.
- Владимир Пінгов ― народився у 1885 році в Велесі. Був «шибайголовою» та завжди брався за найбільш небезпечні місії. Він був перший з угруповання хто помер.
- Марко Бошнаков ― народився у 1878 році в Охриді. Був офіцером болгарської армії та одним з тих хто розробив план побудови тунелю під будівлею банку. Бошнаков був єдиний хто не взяв участі у бомбардуваннях. Був схоплений за 14 днів після бомбардувань, в 1908 році відправлений у заслання в Лівію, де в тому ж році і загинув.
- Цветко Трайков ― народився у 1878 році в Ресені та всього кілька років жив у Салоніках. Був активним учасником болгарської спільноти та останнім вбитим під час Салонікських подій.
- Павел Шатев ― народився у 1882 році в Кратово. Його батько був торговцем. Почав навчання у Болгарській школі в Салоніках у 1896 році. З 1910 по 1913 роки працював вчителем у Болгарському товарному коледжі в Салоніках. Помер у в’язниці в 1951 році у Битолі.

## Сучасний вплив

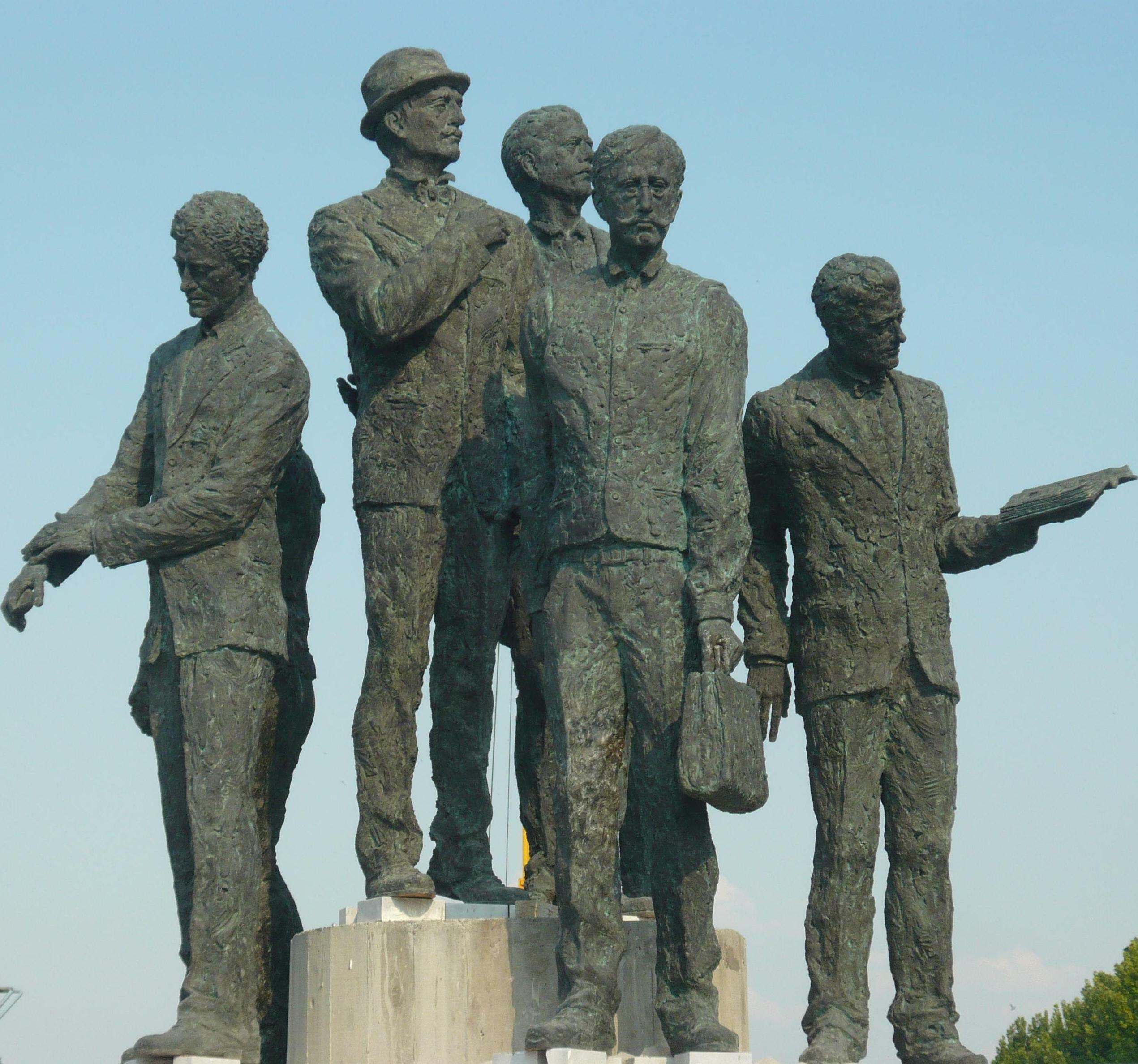
Монумент в честь Салонікських атентатів в Скоп'є, Північна Македонія

Незважаючи на болгарську ідентифікацію членів угруповання та факту, що один з двох хто залишився живим з групи – Павел Шатев – був ув’язнений Соціалістичною Республікою Македонія за свої проболгарські та антиюгославські  погляди, всі члени Салонікських атестатів вважаються сьогодні частиною національного пантеону Північної Македонії. Історики з Болгарії завжди підкреслюють безсумнівну болгарську етнічну приналежності анархістів, але схильні применшувати їхні дії щодо політичної автономії, яка була частиною ідеології групи.
Надихаючись історією угруповання, болгарський письменник Антон Страшиміров, який був колишнім членом Внутрішньої македонської революційної організації, написав роман «Роби» (укр. «Раби»). У 1961 році був знятий фільм «Салонікські терористи», в якому дії атентантів подаються як боротьба за незалежність Македонії. У 1983 році письменник Георгі Данаїлов написав п’єсу «Салонікські змовники», яка популярна в болгарських театрах і до сьогодні . Муніципалітет Велесу поставив пам’ятник Салонікським атентатам, який був створений з залишків новозбудованого металевого моста. Як частина проекту «Скоп’є 2014», також був зведений пам’ятник у центрі міста Скоп’є.